# Carlos Alexandre Souza Silva
Carlos Alexandre Souza Silva (Duque de Caxias, 1 augustus 1986) is een Braziliaans voetballer.

## Carrière
Carlão speelde tussen 2008 en 2011 voor São Cristóvão, Duque Caxias, União Leiria, Kashima Antlers en Neuchâtel Xamax. Hij tekende in 2011 bij Braga.